# Cucina liberiana

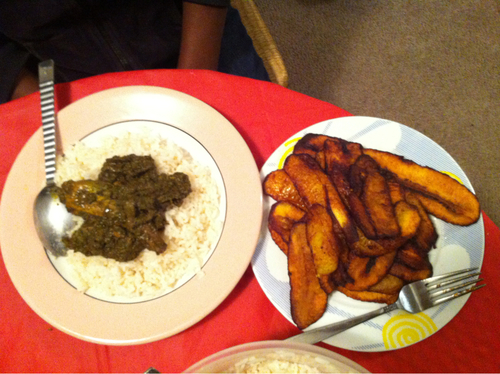
Foglie di manioca e platani fritti

La cucina liberiana comprende le abitudini culinarie della Liberia. Essa combina sia caratteristiche indigene, sia influenze straniere e sia peculiarità dei liberoamericani.

## Caratteristiche principali
Gli ingredienti fondanti della cucina liberiana sono manioca, olio di palma, pepe e pesce, che vengono impiegati in svariati modi. Il paese dispone di un grande assortimento di frutta, come ananas, mango, avocado, papaya e banane. Tra le verdure vi sono gombi, melanzane, zucche, fagioli, pomodori e cipolle.
Il riso parboiled d'importazione viene preferito sempre più al tradizionale riso bogaa, in quanto i liberiani lo ritengono più nutriente. Altri prodotti importati includono patate irlandesi, olio, sardine e pollo, che vengono consumati assieme ad alimenti tradizionali come mais, noci di cocco e arachidi.

## Piatti principali

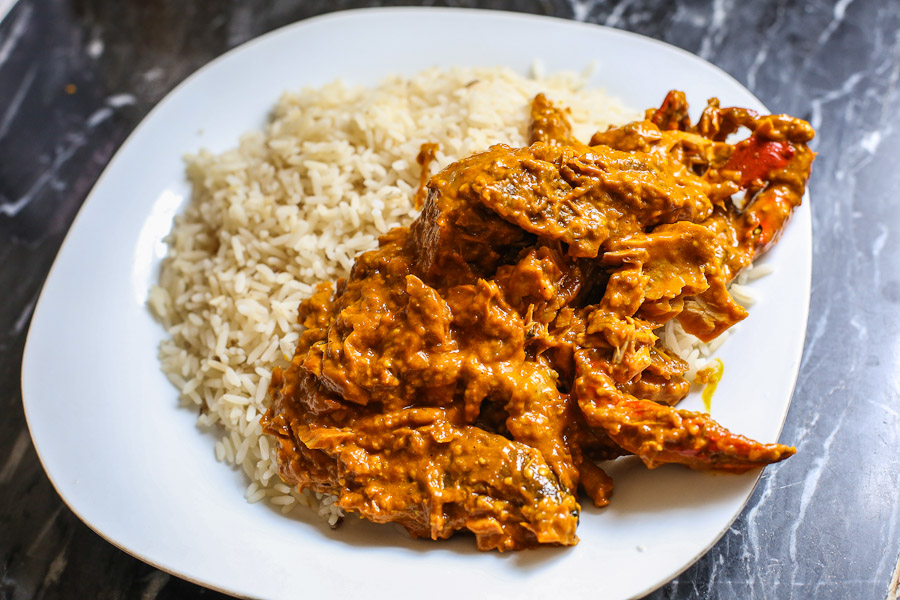
Pollo in salsa di arachidi con riso

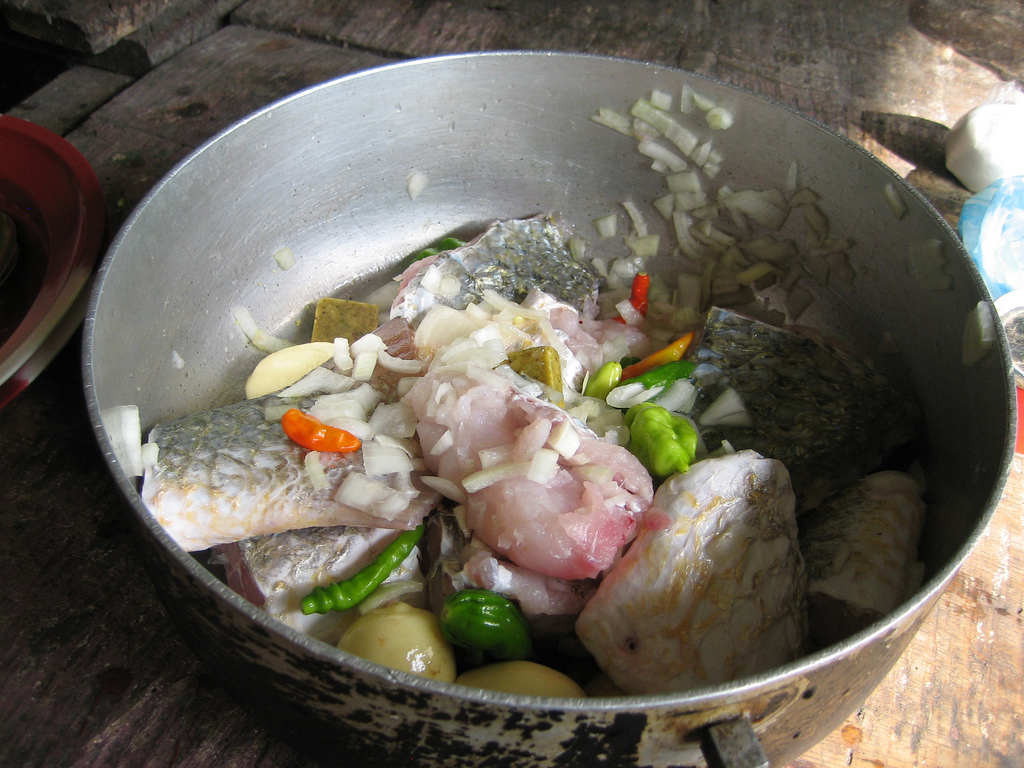
Pesce condito con spezie

Le zuppe liberiane includono svariati ingredienti come gombi, fagiolini, pesce e carne. La zuppa di vitello viene preparata con carne, pomodori, cipolle, merluzzo secco, pepe nero e peperoncino, e accompagna il riso oppure il fufu, un impasto di manioca. Un'altra zuppa che può accompagnare riso o altri piatti è fatta con foglie di manioca, olio di palma, pollo tagliato a cubetti, pepe e pesce essiccato. Anche lo stufato di melanzane risulta molto ricco e presenta olio, cipolle, prosciutto o bacon, filetto di lavarello e pepe.
Dai residui di olio di palma viene estratto un "burro" nel quale vengono cotti gamberi, granchi o pollo con cipolle e pepe. Il burro di arachidi viene impiegato per cucinare una zuppa di pollo assieme a passata di pomodoro, pepe nero, patate e prezzemolo. Una simile zuppa viene preparata con i fagioli.
Il piatto nazionale è la zuppa di capra, un piatto servito persino durante le cerimonie di stato e condiviso con gli altri paesi dell'Africa occidentale. In queste occasioni vengono serviti vino di palma o ginger beer. Un piatto diffusissimo in tutta l'Africa occidentale è il riso jollof, una pietanza tipica delle ricorrenze festive a base di riso ricca di ingredienti come carne, pomodori, cipolle, timo, peperoncino e zenzero.
A cena viene servito un dessert fatto di frutta stufata che generalmente include mango, pesche o albicocche aromatizzate con chiodi di garofano. Le patate dolci vengono impiegate in un dessert assieme a melassa, zenzero in polvere, sale e olio. La classica torta liberiana presenta svariati ingredienti come farina, burro, cannella, lievito chimico, latte, bucce di limone e uva passa. In Liberia vengono preparati un pane dolce che presenta tra gli altri ingredienti ananas e noci, e un pane di riso fatto con noce moscata e banane.
La bevanda più diffusa nel paese è il ginger beer. Nelle aree rurali si può trovare il succo di canna, un estratto della canna da zucchero dalla gradazione alcolica superiore all'80 %. Gli snack tradizionali includono platani fritti e arachidi tostate.

## Abitudini culinarie
Sebbene la maggior parte dei liberiani mangi a casa, nel paese vi sono dei cook shop che consegnano cibo agli uomini non sposati o ai lavoratori della classe medio-alta. Tra i piatti generalmente offerti vi sono il riso jollof, la zuppa di capra e il check rice.
I liberiani rispettano alcune regole di etiquette: alcuni piatti vanno mangiati con le dita, non prima di essersi lavati le mani. La mano sinistra è considerata impura, in quanto impiegata nella pulizia di parti intime, e il cibo deve essere coperto sino a quando non viene servito per evitare di contrarre epidemie. Agli ospiti viene servito il cibo sulle migliori stoviglie e ogni famiglia cucina più del dovuto nell'eventualità che di ricevere visite inaspettate.
Le pratiche religiose vietano il consumo di alcolici e di carne di maiale per i musulmani, mentre per le religioni locali è vietato il consumo di scimmie e di animali totem.